# S/2003 J 24
S/2003 J 24 (тимчасове позначення EJc0061) — невеликий зовнішній природний супутник Юпітера, відкритий Скоттом Шеппардом та іншими у 2003 році. Його незалежно знайшов астроном-любитель Кай Лі, який повідомив про це 30 червня 2021 року. Про це було офіційно оголошено 15 листопада 2021 року Центром малих планет.
Раніше в 2020 році Лі відновив чотири «втрачені» супутники Юпітера: S/2003 J 23, S/2003 J 12, S/2003 J 4 і S/2003 J 2.
S/2003 J 24 обертається навколо Юпітера на середній відстані 23 088 000 км за 715,4 дня, під кутом нахилу 162° до екліптики, у ретроградному напрямку та з ексцентриситетом орбіти 0,250.
Належить до групи Карме, що складається з неправильних ретроградних супутників, що обертаються навколо Юпітера на відстані від 23 до 24 мільйонів км і під кутом нахилу приблизно 165°.